# 马里奥·马约尼
马里奥·马约尼（義大利語：Mario Majoni，1910年5月27日—1985年8月16日），意大利前男子水球运动员。他曾代表意大利国家队参加1948年夏季奥林匹克运动会水球比赛，结果队伍获得金牌。